# Cheadle (Grande Manchester)
Cheadle è una località della contea della Grande Manchester, in Inghilterra, già comune fino al 1974.